# Kontrollierte Anarchie
Kontrollierte Anarchie ist das erste Soloalbum von Philipp Burger, dem Sänger der Deutschrock-Band Frei.Wild. Es erschien am 23. Dezember 2021 über das Label Rookies & Kings als Standard-Edition sowie als Boxset.

## Musikstil und Inhalt
Das Album ist den Genres Deutschrock und Hard Rock zuzuordnen. Es sind vor allem schnelle, rockige Songs (z. B. Es gibt keine Jugendsünden, Ach was scheiss drauf) enthalten, in denen Philipp Burger größtenteils über sein Leben und seine Hobbys singt (z. B. Sänger, Zimmermann, Landwirt, Fischer). Im Lied Zensurfaschismushasser übt er Kritik an der Zensur unliebsamer Meinungen und an der Cancel Culture.

## Covergestaltung
Das Albumcover ist sepiafarben gehalten und zeigt Philipp Burger, der eine Baskenmütze trägt und den Betrachter mit ernstem Blick ansieht. Im Vordergrund befinden sich, von unten nach oben geschrieben, die weißen Schriftzüge Philipp Burger und Kontrollierte Anarchie.

## Titelliste
| #  | Titel                                       | Länge |
| -- | ------------------------------------------- | ----- |
| 1  | Ouvertüre zu meinem Leben (Intro)           | 1:52  |
| 2  | Es gibt keine Jugendsünden                  | 3:44  |
| 3  | Die Welt und ich                            | 3:23  |
| 4  | Es sind doch nur Tränen                     | 3:05  |
| 5  | Schwerelos ins Nichts                       | 3:28  |
| 6  | Kontrollierte Anarchie                      | 3:35  |
| 7  | Schlechter Kapitän                          | 4:42  |
| 8  | Ach was scheiss drauf                       | 4:07  |
| 9  | Sänger, Zimmermann, Landwirt, Fischer       | 3:25  |
| 10 | Recordman                                   | 4:47  |
| 11 | Ich werde gewinnen, weil ich es kann        | 4:39  |
| 12 | Stärker als die Zeit, stärker als die Jahre | 5:06  |
| 13 | Ich finde mich                              | 4:02  |
| 14 | Unschubladisierbar                          | 3:32  |
| 15 | Mehr als die 110                            | 4:19  |
| 16 | Küsse, liebe, rette mich                    | 3:29  |
| 17 | Danke, ich sage nur Dankeschön              | 3:57  |
| 18 | Mittelfingerzeit                            | 3:41  |
| 19 | Ganz ohne Fluchtphantasien                  | 3:56  |
| 20 | Zensurfaschismushasser                      | 3:33  |

## Chartplatzierungen und Singles
Kontrollierte Anarchie stieg am 31. Dezember 2021 auf Platz eins der deutschen Albumcharts ein und belegte in den folgenden Wochen die Ränge 29 und 80, bevor es die Top 100 verließ. In der Schweiz erreichte es Position 37, wogegen es in Österreich die Charts verpasste.
| ChartsChartplatzierungen | Höchstplatzierung | Wochen |
| ------------------------ | ----------------- | ------ |
| Deutschland (GfK)        | 1 (3 Wo.)         | 3      |
| Schweiz (IFPI)           | 37 (1 Wo.)        | 1      |

Am 2. April 2021 wurde der Titelsong Kontrollierte Anarchie als erste Single veröffentlicht, am 23. April folgte die zweite Auskopplung Es sind doch nur Tränen, bevor am 30. September 2021 die dritte Single Sänger, Zimmermann, Landwirt, Fischer erschien. Am 15. Oktober wurde die vierte Auskopplung Es gibt keine Jugendsünden veröffentlicht und am 26. November 2021 erschien das Lied Zensurfaschismushasser als letzte Single. Neben Musikvideos zu den Singles wurden auch Videos zu den Songs Recordman, Stärker als die Zeit, stärker als die Jahre, Ach was scheiss drauf und Schlechter Kapitän veröffentlicht.

## Rezeption
| Professionelle Bewertungen | Professionelle Bewertungen |
| -------------------------- | -------------------------- |
| Kritiken                   |                            |
| Quelle                     | Bewertung                  |
| cdstarts.de                | [ 4 ]                      |

Matthias Reichel von cdstarts.de bewertete Kontrollierte Anarchie mit sechs von zehn Punkten. Das Album enthalte „sehr persönliche Stücke, die sich mit [Philipp Burgers] Erfolgen, Höhen und Tiefen, Enttäuschungen, Niederlagen, Irrwegen, Schwächen und den daraus gezogenen Lehren befassen.“ Die Lieder seien „im klassischen Deutsch-Rock-Gewand“ gehalten, „grundsätzlich auf Eingängigkeit bedacht“ und stilistisch nah an Frei.Wild angelehnt. Insgesamt hinterlasse das Album „zumeist einen soliden Eindruck,“ jedoch fehle „am Ende die notwendige Dringlichkeit und Schlagkraft.“